# Istislah
L'istislah ou Istiṣlāḥ (en arabe استصلاح, qui peut se traduire par « aménagement ») est l'une des méthodes employées en droit musulman lorsqu'une question ne trouve pas de réponse dans le Coran ni la Sunna. Elle consiste pour le juriste à juger d'abord en prenant en compte l'intérêt de l'ensemble de la communauté musulmane, puis en second lieu l'intérêt de la communauté locale, enfin l'intérêt individuel. Cette notion est assez proche de celle de maslaha (prise en compte de l'intérêt général).
La plupart des écoles musulmanes de droit acceptent ce principe, dans la mesure où l'intérêt de l'humanité a des chances de profiter aussi à l'individu. Cependant, cette méthode ne peut être employée si ses conclusions contredisent les enseignements explicites du Coran ou de la Sunna. Les chaféites refusent cette méthode, parce qu'elle est selon eux trop subjective, et parce que l'intérêt public est une réalité changeante. C'est le cas, par exemple, d'al-Ghazālī.
L'istilah prend en compte la finalité de la Loi (maqāsid al-Shari'ah). Ces fins ont été comptées au nombre de cinq par al-Ghazalī : il s'agit de la préservation de la religion, de la vie, de la raison, des biens matériels et de sa descendance. Elles constituent l'esprit de la loi, que la lettre ne saurait contredire. Le juriste andalou Chatibī propose le même dénombrement.
Le concept d'istislah a joué un rôle important dans les travaux du juriste sunnite Rashid Rida (d. 1935), qui considère que le hadith « pas de tort, pas de châtiment » est un principe juridique essentiel. Rida a fait de l'istislah « un principe central plutôt que subsidiaire dans la définition de la loi ... [qui] rend les adaptations plus flexibles ». Grâce à cette méthode, certains des droits de l'homme peuvent être considérés comme islamiques. En Égypte, cette approche a été défendue par la Cour Constitutionnelle Suprême, qui a ratifié des mesures équitables profitant aux femmes même quand elles semblaient en conflit avec les principes de la Shariʿa classique. L'istislah s'est montrée efficace pour résoudre des questions de bioéthique, pour lesquelles la jurisprudence musulmane ne présentait aucun précédent.
Un autre principe, assez semblable, se substitue à l'Istiṣlāḥ. C'est la siʿyasa charʿiyya. Il consiste à justifier une règle par son utilité politique. Ce nouveau principe a été invoqué à partir de l'époque où le postulat de la fermeture des portes de l'ijtihad a rendu plus difficile la création de règles nouvelles. Pour pouvoir adapter tout de même le fiqh à l'évolution du monde, les juristes ont fait appel à la siʿyasa charʿiyya.

## Voir également
Maslaha